# Clementina Robertson
Pour les articles homonymes, voir Robertson.
Clementina Robertson (1795-1858) était une miniaturiste irlandaise,.

## Biographie
Clementina Robertson est née en 1795 à Dublin. Son père est le miniaturiste, Charles Robertson, et elle a été formée par lui. Son oncle était un autre miniaturiste, Walter Robertson. Artiste compétente, elle peint dans le style de son père, et expose à la Society of Artists de 1812 à 1817.
En 1830, elle épouse John Siree, un étudiant en médecine. Il mourut d'une fièvre en 1835. Elle a été en mesure de subvenir à ses besoins par le biais de ses miniatures, ainsi que par l'enseignement des langues, de la musique et du dessin.
En 1826, elle expose cinq portraits avec la Royal Hibernian Academy, et trois autres en 1828. À ce moment, elle habite à Summerhill, Dublin. En 1831, elle expose un Portrait of a young lady en tant que Mme Siree, et elle vit au 10 Russell Street. La National Gallery of Ireland conserve un portrait de son mari. Sa dernière adresse connue est au 3 Westland Row en 1853, et on pense qu'elle y meurt peu de temps après.

## Galerie

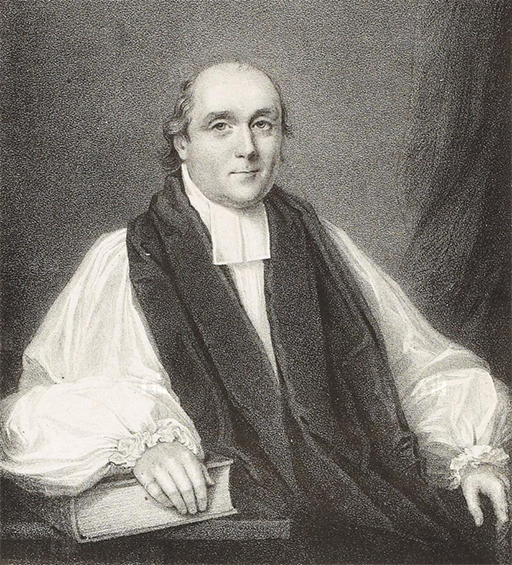
Power Le Poer Trench.